# Anisostena breveapicalis
Anisostena breveapicalis es una especie de insecto coleóptero de la familia Chrysomelidae. Fue descrita científicamente por primera vez en 1934 por Maurice Pic.